# Російські санкції проти України
Економічні санкції Російської Федерації проти України введені в дію розпорядженням Уряду Російської Федерації від 1 листопада 2018 року № 1300 на виконання указу Президента Росії від 22 жовтня 2018 року № 592.
Указом запроваджено економічні санкції проти 322 громадян України та 68 українських компаній. Санкції стосуються лише активів перерахованих осіб і компаній на території Російської Федерації.